# Contea di Keokuk
La contea di Keokuk (in inglese Keokuk County) è una contea dello Stato dell'Iowa, negli Stati Uniti. La popolazione al censimento del 2000 era di 11 400 abitanti. Il capoluogo di contea è Sigourney.